# 瞻博网络
Juniper Networks（公司中文名稱：瞻博網路，：JNPR）是一家網路通訊設備公司，創立於1996年2月，主要供應IP網路及資訊安全解決方案。Juniper Networks與易利信、朗訊及西門子共同合作開發IP/MPLS網路解決方案以提供給客戶。截止2009年，Juniper Networks在全球共有超過7,000名員工。公司名稱及舊版商標圖樣取自柏科植物刺柏（學名：Juniperus communis）。

## 產品
Juniper的主要產品線包括廣域網路加速、VF系列、E系列、J系列、M系列、T系列路由器產品家族，SRX系列防火墙，EX系列网络交换机及SDX服務部署系統等。

### 路由器
- T系列：屬於大型的核心路由器。
- MX系列：屬於多重服務邊緣路由器，逐漸取代M/E系列路由器。
- M系列：屬於多重服務邊緣路由器
- E系列：屬於寬頻邊緣路由器。
- J系列：是預先客製化的小型路由器。

E系列、M系列及T系列都是基於特定應用積體電路（ASIC）設計的高速裝置，具有接取多重寬頻光纖連線的能力。相較之下J系列的速度就低得多，這個產品線主要針對企業分支辦公室與預先設定服務供應商的設備，提供DS3（45 Mbit/s）及以下等級的連線。

### 交换机
- EX系列：线速转发的网络交换机。
- QFabric系列：設計為數據中心和雲端計算的低延遲網絡交換機。

### 防火牆/閘道器
- NetScreen / Secure Service Gateway（SSG）系列：為硬體防火牆，併購自NetScreen公司。
- SRX系列：基於Junos的高性能防火牆。
- Secure Access（SA）系列：為SSL VPN閘道器，讓遠端使用者無須安裝特別的終端程式即可使用SSL VPN功能。NetScreen收購了最初設計這個產品的Neoteris公司之後，又被Juniper所併購。
- MAG (Junos Pulse Gateway)系列：整合Junos的SSL VPN閘道器的，硬件上取代SA系列，可轉化為訪問控制（Access Control）閘道器。在2015年 8月， 把這個產品賣給Pulse Secure.
- IDP：為入侵偵測防禦（Intrusion Detection & Prevention）設備。此類解決方案也常被稱為入侵預防系統（IPS）。運用特徵規則化的分析，對惡意的網路流量進行偵測及攔截。
- VF系列：為會話邊界控制器（Session Border Controller），為網路語音VoIP流量提供了可擴充及安全的處理能力。
- WLA系列：為無線接取器，無線網路控制技術併購自Trapeze Networks。

### 加速器
- WX系列：屬於廣域網路加速（WAN Accelerator）設備。此系列設備已經於2012年8月在宣布與Riverbed的合作後結束新硬件的開發。

### 存取控制
- UAC：為統一存取控制（Unified Access Control）方案。此類產品也常被稱為網路存取控制（NAC, Network Admission Control）。
- AAA/802.1x：則是基於RADIUS及IEEE 802.1X等技術的身份權限識別方案。

### 作業系統
E系列路由器內部執行名為JUNOSe的作業系統。最初開發出E系列機種的Unisphere公司，在2002年被Juniper從西門子集團中併購下來。
M系列、T系列及J系列路由器，則是建立在共通的軟體架構與Juniper自行開發的JUNOS作業系統之上。在Juniper創立之初推出的M40路由器，是第一台轉發線速達到2.5G的POS網際網路核心路由器。
NetScreen防火牆內部執行ScreenOS作業系統，提供線速防火牆及VPN加密服務。

## 歷史
Juniper是由Pradeep Sindhu、Dennis Ferguson與Bjorn Liencres於1996年2月在加州創立。1998年在德拉瓦州重新改組，並於1999年6月25日股票公開上市。
Juniper曾併購了若干公司，包括首創CMTS（Cable Modem Termination System）設備的Pacific Broadband公司，及ASIC設計公司Micromagic等。
- 2002年7月，Juniper以5.85億美元收購西門子的關係企業Unisphere公司。

- 2004年4月，Juniper以34億美元收購NetScreen Technologies公司。

- Juniper買下Nexsi Systems公司的智慧財產權。

- 2005年4月，Juniper以6,570萬美元收購Kagoor公司。

- 2005年7月，Juniper以3.37億美元收購Redline及Peribit Networks兩家公司。

- 2005年10月，Juniper以870萬美元收購Acorn Packet Solutions公司。

- 2005年12月，Juniper以1.22億美元收購Funk Software公司。

- 2016年4月， Juniper收购BTI Systems.

.

## 外部連結
- Juniper Networks （页面存档备份，存于）官方網站
- JUNOS （页面存档备份，存于）
- Juniper Networks公司簡介及新聞檔案
- Juniper公司路由器在哪些网络使用[永久]